# Lin Beifong
Lin Beifong (北方琳T, Běifāng LínP) è un personaggio immaginario della serie animata statunitense La leggenda di Korra, creato da Michael Dante DiMartino e Bryan Konietzko. La madre di Lin, Toph Beifong, aiutò molto il precedente Avatar, Aang, nei suoi sforzi per salvare il Regno della Terra dalla distruzione. È la sorellastra maggiore di Suyin, seconda figlia di Toph.

## Il personaggio
Lin Beifong è il capo della polizia di Città della Repubblica e figlia di Toph Beifong, che una volta deteneva la stessa posizione. Come sua madre, Lin è in grado sia di manipolare l'elemento classico della terra, che è noto come dominio della terra che la sua sub-abilità di manipolare il metallo, che è chiamato dominio del metallo. Come Toph, Lin ha anche la capacità di percepire i movimenti attorno a lei attraverso il meccanocettore. Ha imparato queste tecniche sotto la dura tutela di sua madre. Nonostante il fatto che sua madre fosse amica del precedente Avatar, inizialmente Lin si opponeva fermamente alla presenza dell'Avatar Korra a Città della Repubblica. Tuttavia, nel corso della serie, ha stretto una buona amicizia con Korra.
Lin ha una lunga amicizia con Tenzin, figlio di Aang e Katara. Ad un certo punto i due personaggi erano romanticamente coinvolti. Tuttavia, la loro relazione sentimentale finì, in parte perché Tenzin voleva figli mentre Lin no e in parte a causa della natura abrasiva di Lin. Alla fine Tenzin si sposò, mentre Lin rimase senza marito.
Proprio come sua madre, la personalità di Lin è descritta come dura, intransigente e schietta. A differenza di Toph, tuttavia, Lin può anche essere caratterizzata come amara, che deriva principalmente dal suo rapporto teso con sua madre e la sua sorellastra, Suyin Beifong. Nella seconda metà della serie, Lin si riconcilia con i due personaggi, diventando meno risentita con l'avanzare della serie.

## Concezione e sviluppo
Mentre sua madre era conosciuta durante gli annunci per la serie e stabilita all'inizio della serie, l'identità di suo padre non fu rivelata inizialmente. Il design dei personaggi di Lin Beifong è stato ispirato da Han Young Ja, un amico di lunga data e collega di Konietzko e DiMartino. Elementi del suo design sono basati anche su Marlene Dietrich poiché i creatori volevano "avere una bellezza dura e naturale" e alla realizzazione del suo aspetto hanno collaborato sia Joaquim Dos Santos che il co-creatore della serie Michael DiMartino, il quale lo ha definito "un processo divertente".

## Poteri e abilità

### Sensi intensificati
Radicandosi a piedi nudi, Lin può "vedere" e "sentire" anche le più minuscole vibrazioni sismiche della terra, sia essa la presenza di alberi o la marcia di formiche a diversi metri di distanza. Lin ha acquisito un acuto senso dell'udito, le ha permesso di riconoscere le persone con le loro voci, discernere l'aspetto fisico di una persona tramite il suono e ascoltare conversazioni distanti; e percepire la menzogna attraverso i modelli di respirazione, battito del cuore e reazioni fisiche individuali.

### Dominio della terra
Lin è molto abile nel dominio della terra che utilizza tecniche di arti marziali cinesi di Hóng Quán e Chu Gar Nán Pài Tángláng. I creatori della serie hanno consultato un artista marziale professionista nel design dello stile di combattimento dello spettacolo. Il dominio della terra rappresenta l'elemento di sostanza, ed è classificato come il più vario e duraturo delle "quattro arti di piegatura". La piegatura del terreno è l'abilità geocinetica di manipolare terra, roccia, sabbia, lava e metalli in tutte le loro varie forme. Il dominio della terra utilizza il jing neutro, che implica l'attesa e l'ascolto del momento giusto per agire in modo deciso. Questo dominio comporta attacchi duraturi fino a quando la giusta opportunità di contrattacco si rivela, enfatizza "posizioni fortemente radicate e forti colpi che evocano la massa e la potenza della terra", e richiede un passo preciso per mantenere il contatto costante con il terreno. Il dominio della terra è più forte quando i piedi o le mani sono in contatto diretto con il terreno, consentendo ai earthbender di trasferire le loro energie cinetiche nella loro flessione per mosse veloci e potenti. Questa dipendenza dal contatto diretto con la terra è un vero tallone d'Achille; separare i martellisti da qualsiasi contatto con la terra li rende inefficaci.